# Wspólnota administracyjna Mitwitz
Wspólnota administracyjna Mitwitz – wspólnota administracyjna (niem. Verwaltungsgemeinschaft) w Niemczech, w kraju związkowym Bawaria, w rejencji Górna Frankonia, w regionie Oberfranken-West, w powiecie Kronach. Siedziba wspólnoty znajduje się w miejscowości Mitwitz, a przewodniczącym jej jest Hans-Peter Laschka.
Wspólnota administracyjna zrzesza gminę targową (Markt) oraz gminę wiejską (Gemeinde):
- Mitwitz, gmina targowa, 2 887 mieszkańców, 33,19 km²
- Schneckenlohe, 1 093 mieszkańców, 9,31 km²